# Lithocarpus nieuwenhuisii
Lithocarpus nieuwenhuisii là một loài thực vật có hoa trong họ Cử. Loài này được (Seemen) A.Camus mô tả khoa học đầu tiên năm 1946.